# Angol nyelv
Az angol nyelv (angolul: the English language) az indoeurópai nyelvcsalád nyugati germán nyelvek ágába tartozó nyelv.  Jelenleg egyike a Föld leggyakrabban használt nyelveinek.
A nyelv dialektusokra oszlik (jelentősebbek: brit, amerikai, ausztráliai), és megvan az esélye, hogy a latin nyelvhez hasonlóan több nyelvre tagolódik. Azonban a médiában beszélt angol a tájnyelvek csökkenéséhez és az egyetlen beszélt változathoz is vezethet.
Ismeretes még az úgynevezett Pidgin English (pidzsin-angol) verzió is, amelyet a Karib-tenger környékén beszélnek, s amely egyfajta afrikanizált és erősen leegyszerűsített angol nyelvet jelent. Az ún. Basic English az angol nyelv mesterségesen 850 szóra csökkentett változata, amelyet az angol nyelvész, C. K. Ogden alkotott meg. Ennek használata meglehetős önfegyelmet kíván az angolul tudótól, mivel sok fogalmat körül kell írni, amelyre van angol szó. A Basic Englishhez hasonló, egyszerűsített angol nyelven írt változata a Wikipédiának is létezik.

## Beszélőinek száma
A statisztikák szerint 446 millió anyanyelvi beszélője van napjainkban. A Föld lakosságához képest az anyanyelvi beszélők száma százalékosan csökken, viszont a világ első számú másodikként használt nyelve az angol. Kb. 650 millióan beszélik jól első vagy második nyelvként és 2-3 milliárd közé teszik azok számát, akik néhány szót értenek a nyelvből.
Az Európai Unió egyik hivatalos és munkanyelve. Az angolul tanulók közül csak több mint minden 100. tud az alapszintnél (néhány száz szó) jobban, viszont ezt a nyelvet tanulják a világon a legtöbben. Egyben a legelterjedtebb számítógépes nyelv is.

## Nyelvtana
Az angol főleg izoláló nyelv, vagyis a mondatokban a fő nyelvtani funkciókat a szavak sorrendje határozza meg. Ugyanakkor indoeurópai örökségként számos példáját hordozza a flexiónak – mint rendhagyásnak. Emellett mutatkoznak – a pongyolább köznyelvben egyre gyakrabban – bizonyos agglutináló vonások is.
Peter sees Laura. Péter Laurát látja. („ő lát” kifejezése agglutinációval see látni -s E/3)
Laura sees Peter. Laura Pétert látja. (pusztán a szórend megváltoztatásával megváltozik az alany és a tárgy)
Laura saw Peter. Laura látta Pétert. (múlt idő flexióval see > saw)
A mai angolban már nincsenek esetek, az eredeti esetragok lekoptak, a mai ragok újabb fejlemények. Érdekes az -s rag hármassága:
- pluralis drop csepp → drops cseppek
- sing. genitivus drop → drop's cseppnek a… (pluralis -s után időnként elmarad)
- igéknél Sing./3 drop leejteni → drops leejt.

### Főnevek
A köznevek kis betűvel íródnak, mint a magyarban. Néhány kivételtől eltekintve (például raincoat) nem használ összetett szavakat, emiatt szókincse legfeljebb közel 500-600 ezerre tehető.
A többes számot egy szóvégi közvetlenül kapcsolt -s betű jelzi, ritka kivételek vannak. Ezek vagy a régi alapszavak (man → men, woman → women, ox → oxen, mouse → mice, louse → lice, die/dice → dice/dies, deer → deer (∅), goose → geese, foot → feet, tooth → teeth, child → children stb...), ezek egy része már angolban is archaizáló hatású (brother → brethren/brothers, child → childer) vagy jövevényszavak (bureau → bureaux v. bureaus, appendix → appendices v. appendixes), melyek közül sok a latinból átvett jövevényszó, amelyek esetén a többes szám jele az -a (medium → media, datum → data, millennium → millennia).
A legalapvetőbb főneveket (külső és belső testrészek, rokonsági jelölők, növények, elvont alapvető fogalmak) az angol a germán alapnyelvből örökölte, egy részük az indoeurópai alapnyelvig is visszavezethető. Ezek a szavak gyakran szinte teljesen egybeesnek a nyugati germán nyelvek szavaival, a különbség sokszor szinte nyelvjárási (angol finger, német Der Finger, die Finger, angol hand, német Die Hand, die Hände stb.).

### Igék, igeragozás
A szabályos igék egyes szám harmadik személyű ragja -(e)s, a múlté és a befejezett melléknévi igenévé -(e)d. Időbeni folyamatok és azok lezártságának kifejezésére fejlett, más nyelvekben (például német, francia) is szokásos szerkezeteket használ (például I have done it = megcsináltam (és kész van), I am doing it = folyamatosan csinálom, I have been doing it = már régóta csinálom vö. francia je l'ai fait, német ich habe es gemacht).

A leggyakrabban használt igék általában rendhagyóak és szinte teljes állományuk a germán alapnyelvből származik. A megfelelésük a nyugati germán nyelvekkel emiatt szembeötlő: a tőhangváltó magánhangzók írásban gyakran egybe is esnek más germán nyelvekkel, kiejtésük az angol magánhangzóeltolódás miatt azonban eltérhet: angol: drink, drinks, drank, drunk és a német: trinken, trinkt, trank, hat getrunken, angol swear, swears, swore/sware, sworn és német schwören, schwört, schwor, hat geschworen stb.

Az angol gyakorlatilag izoláló nyelv. Ez azt jelenti, hogy a szavak grammatikai jelentése nem a szavakhoz kapcsolt ragokból derül ki, mint a magyarban, (például alanyeset: ház, tárgyeset: házat, részes eset : háznak stb.), hanem a mondatban elfoglalt helyükből. A szórend a germán nyelvek közül így talán itt a legkötöttebb.
I see the house. Én látom a házat. 
The house sees me. A ház lát engem. 

Ha a house a mondat elején áll, akkor "ház" a jelentése, ha az ige után a mondat belsejében, akkor pedig "házat". Az I és a me különbsége mutatja, hogy az alany és tárgy eset a régi angol nyelvben is alakilag elkülönült: I: én, me: engem. A you esetében azonban ez az alaki elkülönülés már nem látható: you: te, téged. Érdekesség, hogy a you eredetileg: ti, titeket, ön, ököket, maga, magukat jelentésben volt használatos, ahogyan a mai svédben ritkán látjuk (ni: ti, Ön). A tegeződés alak a német és svéd du angol megfelelőjével, a thou-val történt. A magázódás azonban általánossá vált, így  a you vette át a thou szerepét is. A you-t így a magyarban a következőkkel fordítjuk: te, téged, ti, titeket, ön, önöket, maga, magukat.

I see you. " Én látni téged". 

You see me. "Te látni engem".

Ha egy ige tárgyi vonzatot kap, akkor az egész jelentése megváltozik. Az ige kijelentő mondatban szinte mindig a második helyen áll, megelőzi az alany, és követi a tárgy. Sok esetben, ha egy tárgyas igének nincs tárgya, mást jelent, mintha tárggyal áll.

I return. Én visszatérek.
I return it. Én visszatérítem ezt (visszaadom).    
The airplane is just taking off. A repülőgép épp most száll föl.  
She is just taking her clothes off. Ő épp most veszi le a ruháit.   
Szokatlan lehet az igéknél, hogy a magyar nyelv sokkal több igeképzőt használ, mint az angol. Jó példa erre a kérni, kérdez szó. Az angol mindkettőt az ask szóval fejezi ki, míg a magyar a kér szóhoz képzőt rak, s a jelentések megoszlanak: kér, kér-d-ez, kérdi.
A legtöbb esetben a magyarhoz hasonlóan különbséget tesz a „hogyan?” és „milyen?” kérdésre felelő szavaknál, például: nicely (szépen), nice (szép). Kivételt képez például a fast (gyors, gyorsan) szó, illetve igen szembetűnő módon a hard (kemény, keményen) és a hardly (alig) szavak alkotta szópár is.

Az angol nyelvben az igéknek három alakját különböztetjük meg. Ezek jelen, a múlt és az összetett múltat képző alakok. Például a give(s), gave, given: 'ad', 'adott', 'adva'. Az első kettő a mai magyar nyelvben is megtalálható, jóllehet, a jelentésük kicsit eltér. A harmadik alak egyfajta igenév, amely állhat jelzőként is (hasonlóan a magyarhoz, példa: ő feladott nekem egy könyvet, a feladott könyvet el kell olvasni), de általában múlt idejű igealakot fejez ki. Önállóan csak jelzőként állhat, igei jelentésben csakis segédigével párosítva használatos: I have given it to you. Neked adtam (és még nálad van). Az magyar adtam megfelelője a have given. Jelentése befejezett jelen, amely a múlt egy különleges formája, a cselekmény a múltban kezdődött és véget is ért, de a hatása tart a jelenben, illetve az eredményét a jelenben látjuk. 
Fontos, hogy olyan igét, aminek mindhárom alakja eltér egymástól, csak az ősi germán alapnyelvi örökségből találunk. Minden más esetben a jelen idejű igéhez kapcsolt d-s múlt jelentkezik mindkét múltnál (pl: face, faced, faced: szembesül). 
Bizonyos ősi germán szavaknál az első és a második alak között van különbség, de a második és harmadik alak között már nincs: say, said, said, tell, told, told (mondani, mondott, mondva). Ritka eset, de előfordul, hogy mindhárom alak megegyezik: set, set, set (helyezni), put, put, put (tenni, rakni).

### Számnevek
A múltbeli tizenkettes számrendszer egykori használatát tükrözi, hogy a számoknak 1-től 12-ig saját megnevezésük van (one [1], two [2], …, ten [10], eleven [11], twelve [12]).
| Szám       | Angol név                                                                             | Megjegyzés |
| ---------- | ------------------------------------------------------------------------------------- | --- |
| 1          | one                                                                                   | |
| 2          | two                                                                                   | |
| 3          | three                                                                                 | |
| 4          | four                                                                                  | |
| 5          | five                                                                                  | |
| 6          | six                                                                                   | |
| 7          | seven                                                                                 | |
| 8          | eight                                                                                 | |
| 9          | nine                                                                                  | |
| 10         | ten                                                                                   | |
| 11         | eleven                                                                                | |
| 12         | twelve                                                                                | |
| 13         | thirteen                                                                              | 13-tól 19-ig minden szám -teen-re végződik (rendhagyóak: fifteen 15, eighteen 18) |
| 20         | twenty                                                                                | |
| 21         | twenty-one                                                                            | 21-től 99-ig az egyeseket jelölő számnevet kötőjellel kapcsoljuk a tízeseket jelölő számnévhez, ez a szabály nagyobb számokon belül a tízesek és egyesek helyi értékén álló számokra ugyanígy érvényes |
| 30         | thirty                                                                                | |
| 40         | forty                                                                                 | |
| 50         | fifty                                                                                 | |
| 60         | sixty                                                                                 | |
| 70         | seventy                                                                               | |
| 80         | eighty                                                                                | |
| 90         | ninety                                                                                | |
| 100        | [one]/[a] hundred                                                                     | |
| 101        | one hundred [and] one                                                                 | |
| 234        | two hundred [and] thirty-four                                                         | |
| 1000       | [one]/[a] thousand                                                                    | |
| 73 365 189 | Seventy-three million three hundred sixty-five thousand one hundred [and] eighty-nine | |

## Helyesírás
Az angol alapvető ABC-be viszonylag kevés, 26 karakter tartozik bele, természetesen a hangzók száma több. A karakterek közül csak az i ékezetes, azért a  leírt angol szavak kiejtésének tanulásában általában nagy segítséget nyújt, ha a tanulandó szavak IPA leírását is látjuk. Bizonyos esetekben, főleg egyes máig jövevényszavaknak tartott szavaknál az angol írás további ékezetes betűket is használhat. Nem meglepő módon, ezek közül a leggyakrabbak a francia jövevényszavak, például: fiancé, de ide tartozik a német Doppelgänger szó is.  

### Nagy- és kisbetűk használata
Nagybetűt a latinnal analóg módon használ. Így a legtöbb köznév kisbetűvel íródik, ugyanakkor nagy kezdőbetűvel írja a tulajdonneveket, közterületek neveiben a Street, Road stb. szavakat is, az országnevekből képzett mellékneveket (English, Japanese), a hónapok és napok nevét (January, Monday), az iskolai tantárgyak nevét (Science, History) – bár ezeket nem minden esetben –, a könyvek, filmek stb. címében előforduló szavakat (kivéve a névelőket, elöljárókat és a kötőszavakat). A személyes névmások közül kizárólag az egyes szám első személy – vagyis az én – (I) szintén nagy kezdőbetűvel írandó.

## Szókincs
Az angol nyelv szókincsének két legfontosabb forrása az ógermán (ahonnan maga az angol nyelv ered), valamint a latin (túlnyomórészt a francián keresztül). Számos fogalmat germán és latin eredetű szóval egyaránt ki lehet fejezni: ezek listája itt található. E szópárokban általában a germán eredetű szó a hétköznapibb, „közönségesebb” hangzású, a latin eredetű pedig előkelőbb, fennköltebb, hivataloskodóbb. E két fő rétegen túl számos más nyelvből is (például ógörög) vett át szavakat, így jött létre mai, igen jelentékeny szókincse. Az észak-germán hatás nagyon jelentős részben érintette az angol szókincset, alapvető szavakon túl (die, egg, queen, knife) egy teljes névmási paradigma is jövevényszóként került át: they, them, their. A modern angolra a germán és a latin nyelvek leszármazottjai is nagyban hatottak: számos szó került át a modern franciából és a modern németből is. Ezek a szavak gyakran egy-egy szakterület szókincsét gyarapították és sok esetben az eredeti helyesírás is megmaradt. A legtöbb tudományos szó a filozófia és a pszichológia és az irodalomtudomány területén került be az angolba, elsősorban a németből (Gestalt-pszichológia, Bildungsroman, Doppelgänger, Zeit und Sein, Schadenfreude, Dasein, Angst stb). Ezek egy része a köznyelvbe is beszivárgott (angsty: félős, hinterland: isten háta mögötti hely). Néhány politikai és történelmi szakkifejezés is meghonosodott (Kaiser, the Reich, Blitzkrieg). A meerschaum pipe (vízipipa) szintén a németből került át az angolba. A francia nyelv a konyhaművészet, a diplomácia és az etikett területén vált jelentős kölcsönzővé.

## Amerikai és brit angol
Az angol nyelvnek két fő változata él: az amerikai (American English) a brit (British English); természetesen ezek további dialektusokra tagolódnak, amelyek jelentősen eltérhetnek a standard változatoktól. Az angol anyanyelvű emberek túlnyomó többsége az amerikai angolt beszéli.
A két változat között számottevő különbség a kiejtésben és a szókincs egy részében, valamint egyes szavak írásában mutatkozik. A brit angol nyíltabb hangzású, több hehezettel kell beszélni, és legtöbb akcentusa nem rotikus. Ezzel szemben az amerikai kissé zártabb ejtésű, legtöbb akcentusa rotikus, továbbá sokszor a hosszú [ɑː] hang helyett rövid [æ]-t ejtenek. Ezek az eltérések – ugyanakkor – egyáltalán nem akadályozzák a kölcsönös megértést.
Példák:
- far (GB) [fɑː] (US) [far]
- fast (GB) [fɑːst] (US) [fæst]
- centre (GB) [ˈsentə](US) center [ˈsentɚ]

## Példaszöveg
All human beings are born free and equal in dignity and rights. They are endowed with reason and conscience and should act towards one another in a spirit of brotherhood.
Minden emberi lény szabadon születik és egyenlő méltósága és joga van. Az emberek, ésszel és lelkiismerettel bírván, egymással szemben testvéri szellemben kell, hogy viseltessenek.

## Szótárak
- brit angol: Oxford Dictionary
- amerikai angol: Merriam-Webster

- 101dictionary.com Archiválva 2020. augusztus 10-i dátummal a Wayback Machine-ben
- Topszótár
- Hunglish
- Onlinefordito.hu - angol-magyar, magyar-angol online szótár, szövegfordító és weboldal fordító
- magyar-angol szótár
- magyar-angol-magyar mondatfordító és szótár[halott link]
- SZTAKI angol–magyar szótár
- SZTAKI magyar–angol szótár
- angol magyar szótár
- Webforditas.hu – angol–magyar, magyar–angol szótár, webfordító, kereső, szótár, mondatelemző, helyesírás-ellenőrző
- DictZone magyar–angol szótár
- freedict.com
- Google Fordítás
- Angol-magyar szótár kétnyelvű példamondatokkal